# Falcatus
Pour les articles homonymes, voir Falcatus (homonymie).
Genre
Falcatus est un genre éteint de petits poissons cartilagineux qui a donné son nom à la famille des Falcatidae (ordre des Symmoriida). Le genre est connu en Amérique du Nord dans le calcaire de Bear Gulch au Montana qui est daté de la fin du Mississippien (Carbonifère inférieur), c'est-à-dire environ −323 Ma (millions d'années).
À noter cependant qu'une dent de Falcatidae non déterminé a été découverte en 2013 dans le Crétacé inférieur du sud de la France.

## Historique
Les fossiles de Falcatus ont été découverts dans les Calcaire de Bear Gulch dans le Montana (États-Unis). Il s'agit d'un Lagerstätte d'âge Mississippien où les fossiles sont particulièrement bien conservés.

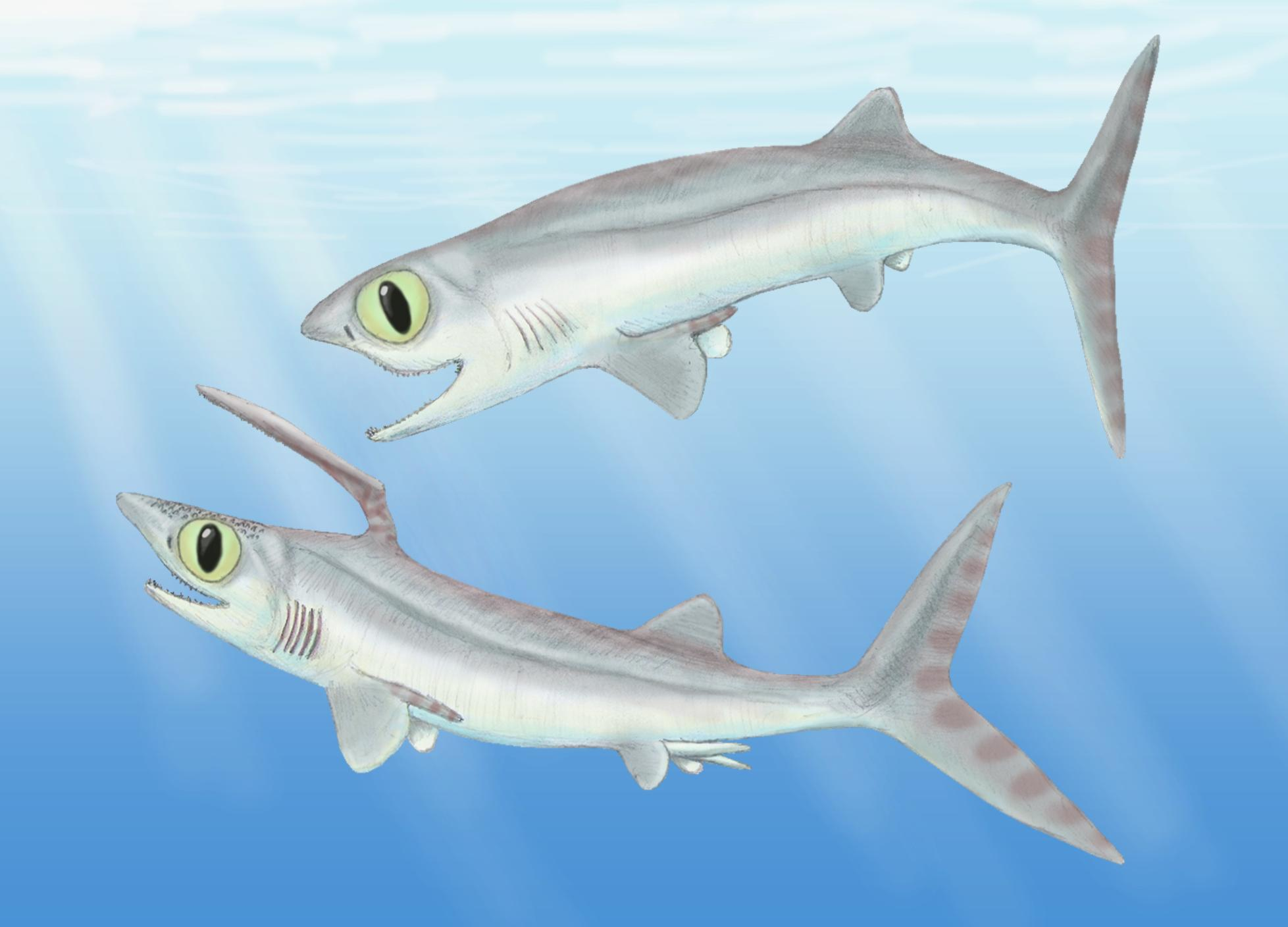
Dessin de Falcatus, mâle en bas et femelle en haut.

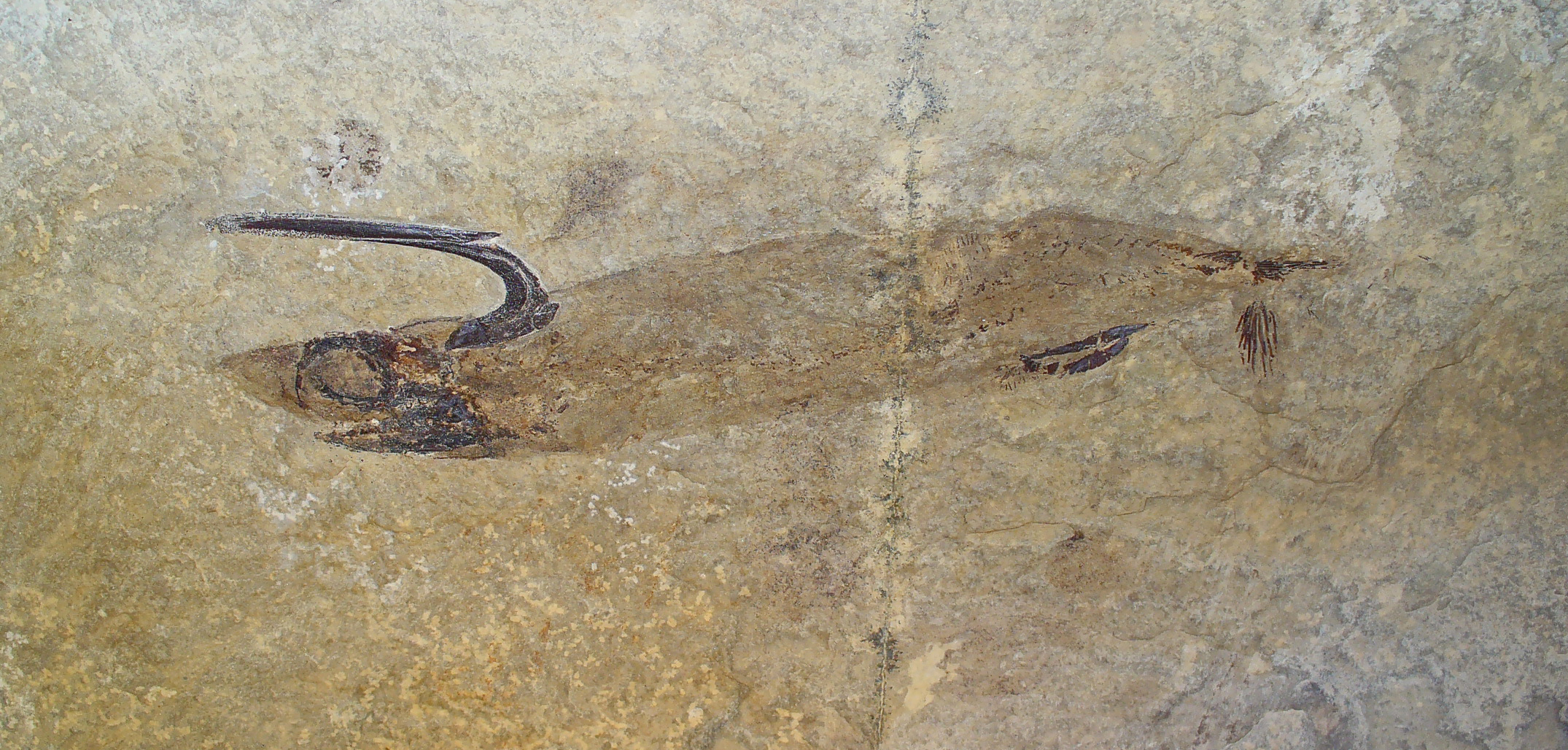
Fossile de Falcatus falcatus du calcaire de Bear Gulch au Montana.

## Description
Ce poisson de taille modeste, de 25 à 30 cm de longueur, est caractérisé par de très grands yeux indiquant probablement une vie en milieu marin profond, peu éclairé. Sa nageoire caudale homocerque est remarquablement développée pour un poisson de cette taille, en faisant un nageur rapide et un prédateur (en particulier de crevettes). Il vivait vraisemblablement en bancs.
Falcatus possède aussi, comme tous les Symmoriida, des appendices cartilagineux allongés implantés à la base des nageoires pectorales. Ses appendices sont cependant proportionnellement moins longs que ceux des Symmoriidae et des Stethacanthidae (les deux autres familles de Symmoriida).
Mais le genre est surtout célèbre pour la présence chez les mâles d'une nageoire dorsale antérieure transformée en longue épine projetée vers l'avant de l'animal. Ce dimorphisme sexuel s'observe bien sur des squelettes de mâle et de femelle fossilisés l'un à côté de l'autre. On retrouve ce type d'épine sur une autre espèce plus grande de Falcatidae : Damocles serratus.

## Étymologie
Cet appendice qui fait penser également à une faux a donné son nom au genre à partir du latin « falcis ».

## Liste des espèces
- † Falcatus falcatus espèce type
- † Falcatus hamatus
- † Falcatus proclivus